# Album più venduti in Australia

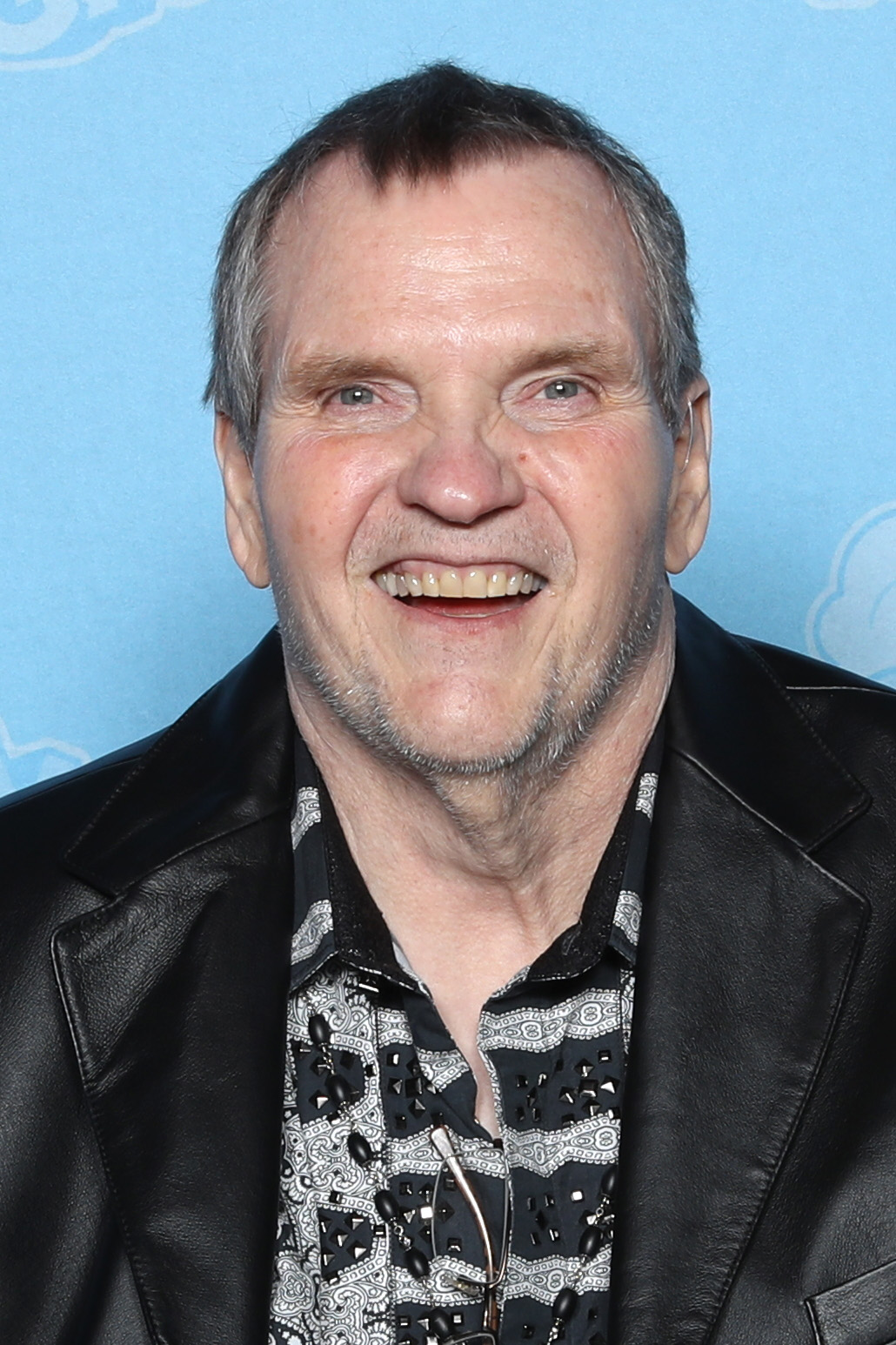
Bat Out of Hell del cantautore statunitense Meat Loaf è l'album più venduto di sempre in Australia.

La seguente lista contiene gli album più venduti di sempre in Australia, che sono stati certificati dalla Australian Recording Industry Association (ARIA). Sin dagli anni '70, ARIA concedeva la certificazione di platino per vendite in Australia pari almeno a 50 000 copie. Nel 1983 il numero di copie richiesto per ottenere il platino è stato aumentato a 70 000 copie.
Tutti gli album della seguente lista pubblicati dopo il 1982 hanno ottenuto almeno 10 volte la certificazione di platino (700 000 copie) o 14 volte il platino (700 000 copie) se pubblicati prima del 1983. La lista si basa sul database della ARIA,  non includendo quindi gli album più venduti prima che iniziasse il tracciamento della ARIA.
Sulla base delle certificazione della ARIA, Bat Out of Hell di Meat Loaf è l'album più venduto di sempre in Australia con 25 certificazioni di platino ottenute. Whispering Jack di John Farnham è il secondo album più venduto di sempre e il primo di un artista australiano, con 24 certificazioni di platino ottenute. Come on Over di Shania Twain è l'album più venduto di un'artista femminile con 25 certificazioni di platino ottenute. Gold: Greatest Hits degli ABBA è la raccolta più venduta di sempre, mentre The Immaculate Collection della cantante americana Madonna è la raccolta più venduta di un artista solista. L'album più venduto di un'artista australiana femminile solista è l'album di debutto di Delta Goodrem, Innocent Eyes, con 15 certificazioni di platino.

## Evoluzione delle certificazioni degli album
| Certificazione | Fino al 1983 | Dal 1983 | Dal 2015           |
| -------------- | ------------ | -------- | ------------------ |
| Oro            | 20 000       | 35 000   | nessun cambiamento |
| Platino        | 50 000       | 70 000   | nessun cambiamento |
| Diamante       | –            | –        | 500 000            |

## Album più venduti
| N. | Pubblicazione | Album                                                              | Artista/i                                 | Certificazione      | Vendite   | Fonte/i       |
| -- | ------------- | ------------------------------------------------------------------ | ----------------------------------------- | ------------------- | --------- | ------------- |
| 1  | 1977          | Bat Out of Hell                                                    | Meat Loaf                                 | 26× Platino         | 1 820 000 | [ 5 ]         |
| 2  | 1997          | Come on Over                                                       | Shania Twain                              | 25× Platino         | 1 750 000 | [ 5 ]         |
| 3  | 1986          | Whispering Jack                                                    | John Farnham                              | 24× Platino         | 1 680 000 | [ 6 ]         |
| 4  | 1992 2014     | Gold: Greatest Hits Gold: Greatest Hits (40th Anniversary Edition) | ABBA                                      | 17× Platino Platino | 1 260 000 | [ 7 ] [ 8 ]   |
| 5  | 1985          | Brothers in Arms                                                   | Dire Straits                              | 17× Platino         | 1 190 000 | [ 9 ]         |
| 5  | 2011          | 21                                                                 | Adele                                     | 17× Platino         | 1 190 000 | [ 8 ]         |
| 5  | 1982          | Thriller                                                           | Michael Jackson                           | 17× Platino         | 1 190 000 | [ 10 ]        |
| 8  | 1975          | The Best of ABBA                                                   | ABBA                                      | 22× Platino         | 1 100 000 | [ 11 ]        |
| 9  | 2003          | Innocent Eyes                                                      | Delta Goodrem                             | 15× Platino         | 1 050 000 | [ 12 ]        |
| 9  | 1981          | Greatest Hits                                                      | Queen                                     | 15× Platino         | 1 050 000 | [ 7 ]         |
| 11 | 1995          | Jagged Little Pill                                                 | Alanis Morissette                         | 14× Platino         | 1 035 000 | [ 13 ] [ 14 ] |
| 12 | 2011          | Christmas                                                          | Michael Bublé                             | 2× Diamante         | 1 000 000 | [ 15 ]        |
| 12 | 2002          | The Eminem Show                                                    | Eminem                                    | 2× Diamante         | 1 000 000 | [ 16 ]        |
| 14 | 1973          | The Dark Side of the Moon                                          | Pink Floyd                                | 14× Platino         | 980 000   | [ 12 ]        |
| 14 | 1978          | Grease: The Original Soundtrack from the Motion Picture            | Olivia Newton-John, John Travolta & AA.VV | 14× Platino         | 980 000   | [ 13 ] [ 17 ] |
| 14 | 1984          | Born in the U.S.A.                                                 | Bruce Springsteen                         | 14× Platino         | 980 000   | [ 16 ]        |
| 14 | 1993          | So Far So Good                                                     | Bryan Adams                               | 14× Platino         | 980 000   | [ 5 ]         |
| 18 | 1994          | Cross Road                                                         | Bon Jovi                                  | 13× Platino         | 910 000   | [ 5 ]         |
| 18 | 1996          | Falling into You                                                   | Celine Dion                               | 13× Platino         | 910 000   | [ 12 ]        |
| 18 | 1996          | Recurring Dream − The Very Best of Crowded House                   | Crowded House                             | 13× Platino         | 910 000   | [ 18 ]        |
| 18 | 1977          | Rumours                                                            | Fleetwood Mac                             | 13× Platino         | 910 000   | [ 12 ]        |
| 18 | 1991          | Metallica                                                          | Metallica                                 | 13× Platino         | 910 000   | [ 16 ]        |
| 18 | 2008          | Funhouse                                                           | Pink                                      | 13× Platino         | 910 000   | [ 10 ]        |
| 24 | 1976          | Arrival                                                            | ABBA                                      | 18× Platino         | 900 000   | [ 11 ]        |
| 25 | 2005          | Curtain Call: The Hits                                             | Eminem                                    | 12× Platino         | 840 000   | [ 19 ] [ 20 ] |
| 25 | 1980          | Back in Black                                                      | AC/DC                                     | 12× Platino         | 840 000   | [ 21 ]        |
| 25 | 1990          | The Immaculate Collection                                          | Madonna                                   | 12× Platino         | 840 000   | [ 22 ]        |
| 25 | 1997          | Savage Garden                                                      | Savage Garden                             | 12× Platino         | 840 000   | [ 23 ]        |
| 25 | 2003          | The Complete Greatest Hits                                         | Eagles                                    | 12× Platino         | 840 000   | [ 6 ] [ 18 ]  |
| 25 | 1993          | Music Box                                                          | Mariah Carey                              | 12× Platino         | 840 000   | [ 12 ]        |
| 25 | 2006          | I'm Not Dead                                                       | Pink                                      | 12× Platino         | 840 000   | [ 10 ]        |
| 32 | 1987          | Dirty Dancing                                                      | AA.VV                                     | 11× Platino         | 770 000   | [ 12 ]        |
| 32 | 1994          | Forrest Gump                                                       | AA.VV                                     | 11× Platino         | 770 000   | [ 12 ]        |
| 32 | 2002          | Come Away with Me                                                  | Norah Jones                               | 11× Platino         | 770 000   | [ 24 ]        |
| 32 | 1979          | The Wall                                                           | Pink Floyd                                | 11× Platino         | 770 000   | [ 12 ]        |
| 32 | 2017          | ÷                                                                  | Ed Sheeran                                | 11× Platino         | 770 000   | [ 5 ]         |
| 32 | 2008          | Only by the Night                                                  | Kings of Leon                             | 11× Platino         | 770 000   | [ 5 ]         |
| 38 | 1975          | ABBA                                                               | ABBA                                      | 14× Platino         | 700 000   | [ 11 ]        |
| 38 | 1972          | Hot August Night                                                   | Neil Diamond                              | 14× Platino         | 700 000   | [ 25 ] [ 26 ] |
| 38 | 1990          | Led Zeppelin Remasters                                             | Led Zeppelin                              | 10× Platino         | 700 000   | [ 27 ]        |
| 38 | 1991          | Dangerous                                                          | Michael Jackson                           | 10× Platino         | 700 000   | [ 12 ]        |
| 38 | 1994          | Don't Ask                                                          | Tina Arena                                | 10× Platino         | 700 000   | [ 12 ] [ 28 ] |
| 38 | 1996          | Yourself or Someone Like You                                       | Matchbox Twenty                           | 10× Platino         | 700 000   | [ 29 ]        |
| 38 | 2000          | 1                                                                  | The Beatles                               | 10× Platino         | 700 000   | [ 9 ]         |
| 38 | 2009          | I Dreamed a Dream                                                  | Susan Boyle                               | 10× Platino         | 700 000   | [ 12 ]        |
| 38 | 2015          | 25                                                                 | Adele                                     | 10× Platino         | 700 000   | [ 30 ]        |
| 38 | 1994          | Throwing Copper                                                    | Live                                      | 10× Platino         | 700 000   | [ 8 ]         |
| 38 | 1991          | Soul Deep                                                          | Jimmy Barnes                              | 10× Platino         | 700 000   | [ 19 ]        |
| 38 | 2010          | Greatest Hits...So Far!!!                                          | Pink                                      | 10× Platino         | 700 000   | [ 19 ]        |
| 38 | 2014          | ×                                                                  | Ed Sheeran                                | 10× Platino         | 700 000   | [ 16 ]        |
| 38 | 1995          | Greatest Hits                                                      | Bruce Springsteen                         | 10× Platino         | 700 000   | [ 5 ]         |
| 38 | 2014          | 1989                                                               | Taylor Swift                              | 10× Platino         | 700 000   | [ 5 ]         |